# Zhuang (langue)
Pour les articles homonymes, voir Zhuang.
Le zhuang (chinois simplifié : 壮语 ; chinois traditionnel : 壯語 ; pinyin : Zhuàngyǔ) est la langue du peuple Zhuang et est langue officielle de la région autonome Zhuang du Guangxi, située au Sud de la Chine. C'est la langue non chinoise la plus parlée, en République populaire de Chine, les Zhuang en étant la plus importante minorité. Elle appartient au groupe dit taï de la branche « kam-taï » de la famille des langues taï-kadaï. Cette langue recule rapidement au profit du chinois, avec l'assimilation des Zhuang par les Han[réf. nécessaire].
Le zhuang avait autrefois une écriture basée sur les caractères chinois, appelé Sawndip, mais utilise maintenant l'alphabet latin. Le buyei, parlé par les Buyei, en est très proche et forme avec le zhuang un continuum linguistique à travers la frontière du Guizhou.
Les linguistes distinguent un zhuang du Sud, qui appartient à un sous-groupe dit « taï central », d'un zhuang du Nord qui appartient à un sous-groupe dit « taï septentrional ».
La standardisation du zhuang est basée sur le dialecte du xian de Wuming. La langue zhuang est une langue tonale qui possède six tons dans les syllabes ouvertes.

## Classification SIL et Glottolog
SIL International classe le zhuang comme une macro-langue, qui contient 16 langues individuelles (voir la liste dans la boîte d'information), mais Glottolog range plutôt ces 16 langues dans la famille linguistique plus grande « Taï-kadaï ».

## Les dialectes du Nord
- zhuang de Guibei
- zhuang de Guibian
- Zhuang de Liujiang
- zhuang de Qiubei
- zhuang de Youjiang

## Les dialectes du Sud
- zhuang de Yongnan
- zhuang de Zuojiang
- dai zhuang
- minz zhuang
- nong zhuang

## Romanisation
Deux romanisations ont été établies pour la langue zhuang, l'une (appelée alphabet mixte) en 1957, incluant de nombreux caractères spécifiques, l'autre en 1982. Cette seconde incorpore un jeu de caractères proche du code ASCII. Avant 1957, le zhuang était autrefois généralement transcrit avec des sinogrammes que l'on appelle Sawndip, une écriture proche du Chữ nôm vietnamien[réf. souhaitée].
À titre d'exemple, l'expression République populaire de Chine en différentes écritures :
- Cuŋƅvaƨ Yinƨminƨ Guŋhoƨgoƨ (romanisation zhuang 1957)
- Cunghvaz Yinzminz Gunghozgoz (romanisation zhuang 1982)
- 中华人民共和国 (chinois simplifié)
- Zhōnghuá Rénmín Gònghéguó (romanisation pinyin du mandarin)

## Exemple de texte
| Ancienne romanisation (1957) | Nouvelle romanisation (1982) | Français |
| --- | --- | --- |
| Bouч bouч ma dəŋƨ laзƃɯn couƅ miƨ cɯyouƨ, cinƅyenƨ cəuƽ genƨli bouчbouч Biŋƨdəŋз. Gyoeŋƽ vunƨ miƨ liзsiŋ cəuƽ lieŋƨsim, ɯŋdaŋ daiƅ gyoengƽ de lumз beiчnueŋч ityieŋƅ. | Boux boux ma daengz lajmbwn couh miz cwyouz, cinhyenz caeuq genzli bouxboux Bingzdaengj. Gyoengq vunz miz lijsing caeuq liengzsim, wngdang daih gyoengq de lumj beixnuengx ityiengh. | Tous les êtres humains naissent libres et égaux en dignité et en droits. Ils sont doués de raison et de conscience et doivent agir les uns envers les autres dans un esprit de fraternité. |

| Logogramme |
| ---------- |
|            |